# نیایش پیش از سپیده‌دم
نیایش پیش از سپیده‌دم (به انگلیسی: A Prayer Before Dawn) یک فیلم سینمایی رزمی و زندگی‌نامه‌ای با بازی جو کول در نقش بیلی مور (بوکسور) به کارگردانی ژان-استفان ساوار است. که در سال ۲۰۱۷ منتشر شد. این فیلم برای اکران در بخش نمایش‌های نیمه‌شب هفتادمین جشنواره فیلم کن برگزیده شده است.

## داستان
یک بوکسر انگلیسی به نام "بیلی مور" در زندانی مخوف در تایلند گرفتار می‌شود و تنها راه نجاتش شرکت در مبارزات خشن موای‌تای است…